# Село Калужской Геологоразведочной Партии (городской округ Калуга)
Калужской Геологоразведочной Партии — упразднённое село в городском округе и одноимённой административно-территориальной единице (город областного значения) Калуга, в Калужской области России. В 2018 году включено в состав деревни Андреевское и исключено из учётных данных.

## География
Село находилось на правом берегу ручья Нежилка, в настоящее время северо-западная часть деревни Андреевское.

## История
Населённый пункт включен в состав деревни Андреевское постановлением Законодательного Собрания Калужской области от от 15 февраля 2018 г. № 602. Тем же постановлением село исключено из учётных данных.

## Население
| 2002 | 2010 |
| ---- | ---- |
| 90   | ↘84  |

### Половой состав
По данным Всероссийской переписи населения 2010 года в гендерной структуре населения мужчины составляли 39,3 %, женщины — соответственно 60,7 %.

### Национальный состав
Согласно результатам переписи 2002 года, в национальной структуре населения русские составляли 92 %.